# Glimbach
Glimbach is een plaats in de Duitse gemeente Linnich, deelstaat Noordrijn-Westfalen, en telt 439 inwoners (2011).

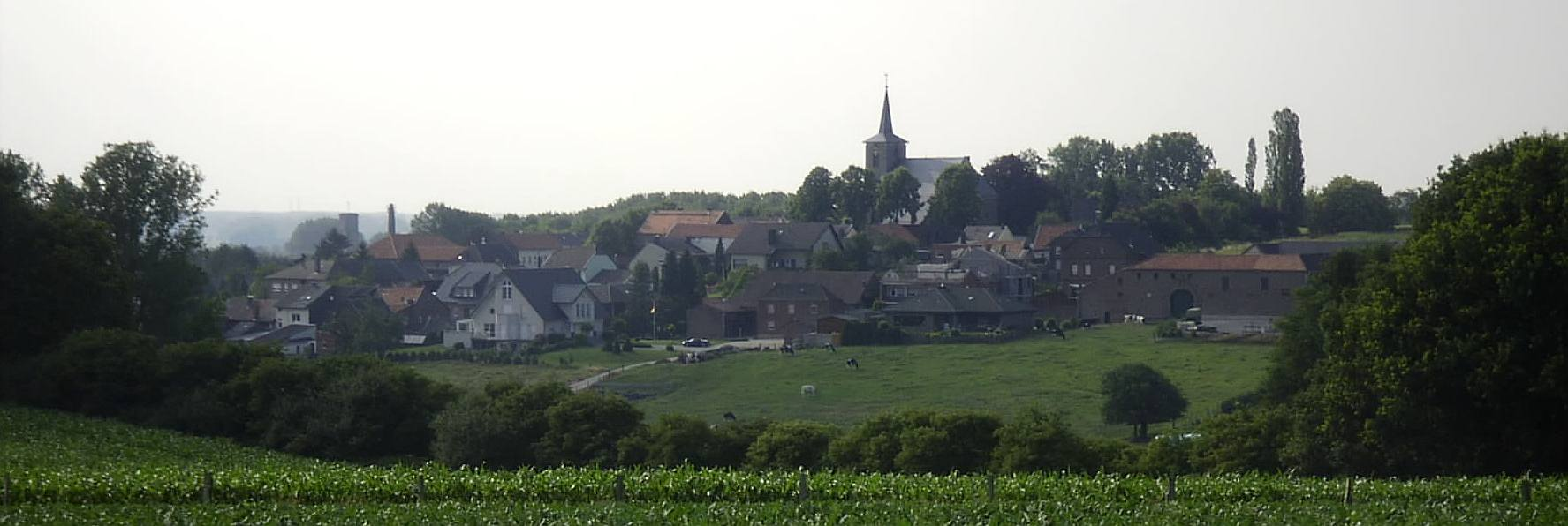
Panorama